# Slummesten

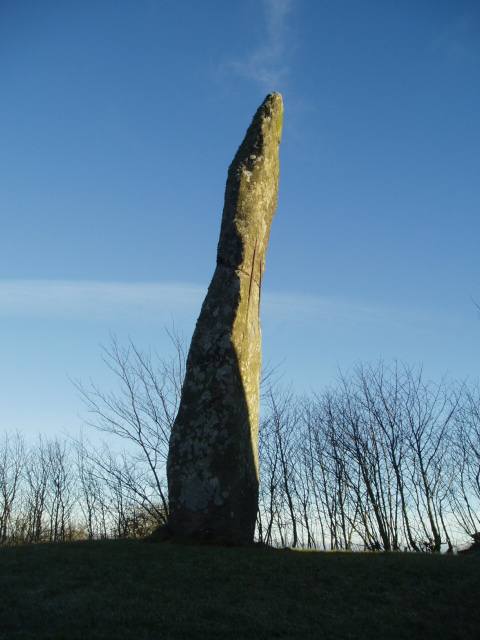
Slummesten oder Kung Götriks sten

Der Slummesten (auch Slumme sten oder Kung Götriks sten (deutsch „König Göriks Stein“) genannt) ist ein Menhir auf dem „Götriks hög“ in Gödestad bei Grimeton östlich von Varberg in Halland in Schweden.
Der Slummesten ist ein etwa 5,0 m hoher Menhir am Rande des Gräberfeldes von Broåsen, das mit etwa 60 Relikten aus der Bronze- und Eisenzeit bestückt ist. 
Namen, die sich auf einen König beziehen sind bei mehreren Megalithanlagen (Kung Björns Grav, Kung Rings Grav, Kung Östens Grav), bei Rösen (Kung Tryggves grav), Runensteinen Kung Kåres sten, Kung Sigges sten und bei Bautasteinen (Kung Anes Sten bzw. Steinpaare Kung Råds grav) anzutreffen und sind in Dänemark noch häufiger. Großhügel mit einem Durchmesser von mehr als 30 Metern heißen in Schweden oft Kungshögen (deutsch „Königshügel“). Sie sind vorzugsweise um den Mälaren anzutreffen, einige Beispiele finden sich auch in anderen Landschaften. Die Großhügel stammen oft aus der jüngeren Eisenzeit. Einige der größten sind: Anundshög in Västmanland, Grönehög in Bohuslän, Högom in Medelpad, Inglinge hög in Småland, Ledbergs kulle in Östergötland, Randens hög in Halland, Skalunda hög in Västergötland, Ströbo hög in Västmanland und die drei Hügel in Alt-Uppsala in Uppland. Der als „Kung Björns hög“ bezeichnete Hagahögen im Hågadalen westlich von Uppsala, ein etwa 7,0 Meter hoher Grabhügel mit 45,0 m Durchmesser, gilt als Skandinaviens goldreichstes Bronzezeitgrab.